# Далльдорф (Лауэнбург)

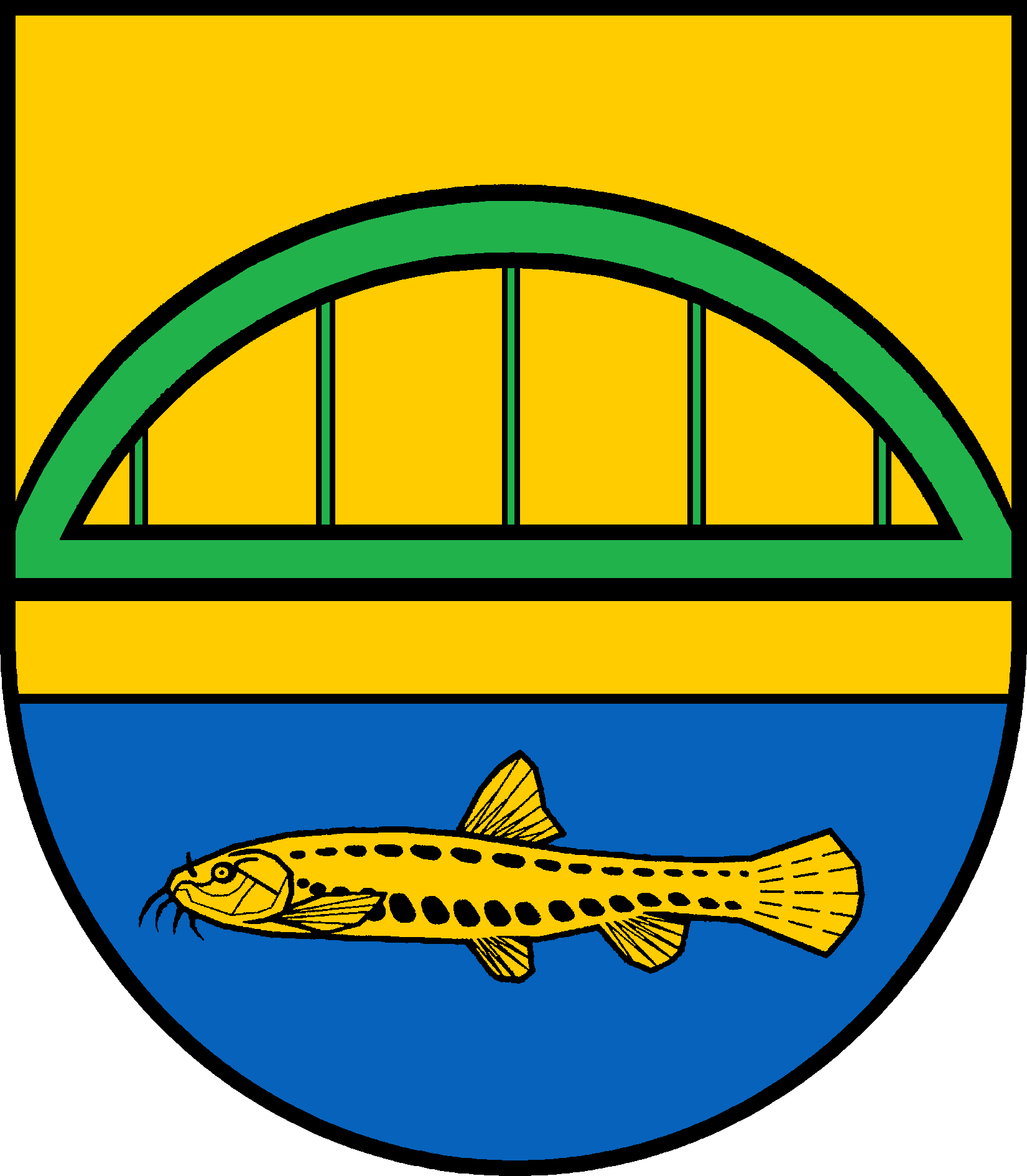

Далльдорф (нем. Dalldorf) — коммуна в Германии, в земле Шлезвиг-Гольштейн.
Входит в состав района Герцогство Лауэнбург. Подчиняется управлению Лютау. Население составляет 368 человек (на 31 декабря 2010 года). Занимает площадь 6,05 км².